# Gare de Mareil-sur-Mauldre
Gare de Mareil-sur-Mauldre vasútállomás Franciaországban, Mareil-sur-Mauldre településen.

## Vasútvonalak
Az állomást az alábbi vasútvonalak érintik:
- Plaisir-Grignon-Épône - Mézières-vasútvonal

## Kapcsolódó állomások
A vasútállomáshoz az alábbi állomások vannak a legközelebb:
- Gare de Beynes (Paris Gare Montparnasse, Transilien N)
- Gare de Maule (Gare de Mantes-la-Jolie, Transilien N)